# 冷水病
冷水病（れいすいびょう）は、サケ、マス、アユなどに発症する致死性の感染症。英語病名cold water disease を直訳し、冷水病と呼ばれるようになった。
低水温期に発生する北米のサケ・マスの病気として知られていた。1984年にフランスのニジマスで発生が確認された。
日本ではギンザケ、ニジマスで1985年頃からみられるようになっており、1990年にギンザケで発生が確認された。
アユでは1987年に徳島県の養殖場で琵琶湖産稚魚から病原菌が確認された後、全国的に拡大。
遊漁用に放流されたアユと同水域に生息するウグイ、オイカワ、ヤマメなどからも菌が検出されるが、発症はしていない保菌状態が多いと見られるが、発症例も報告されている。魚種により病原体への感受性は異なる事が報告されている。また、アユの系統（湖産、海産）によっても病原体に対する感受性は異なっている。

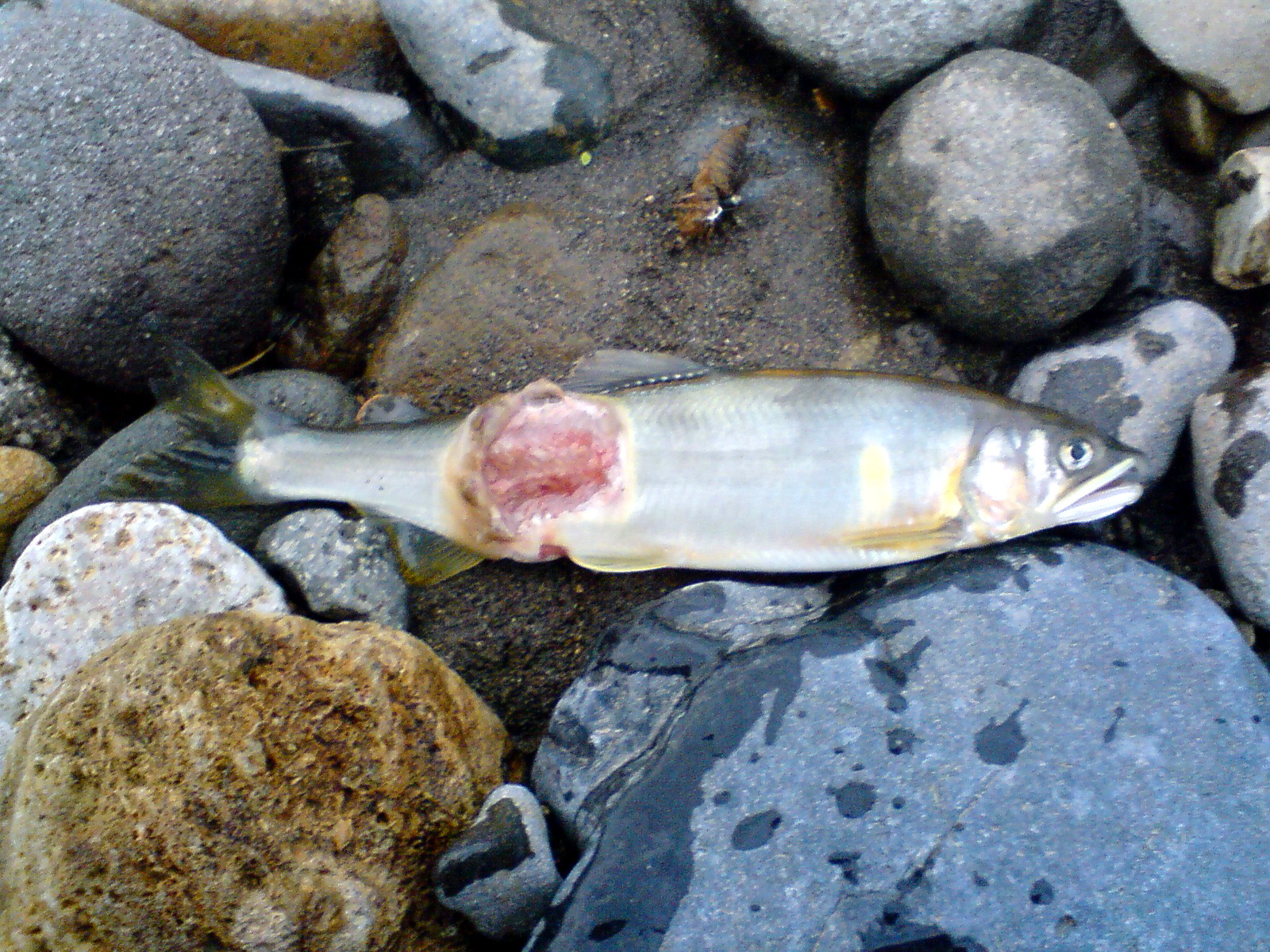
冷水病に罹患した鮎

養殖用にギンザケ卵が輸入されていたことから、国内の冷水病はこの輸入卵に由来すると考えられていたが、病原菌の遺伝子分析などから、ギンザケの菌とアユの菌は、由来が異なると考えられている。
国内への進入経路は不明。国内での感染経路は、琵琶湖産保菌種苗稚魚と考えられる。しかし、琵琶湖への侵入経路も不明。
全国のアユ養殖場で湖産種苗、人工種苗、海産種苗の何れにも発生している。
人間への感染は確認されていない。

## 原因病原体
グラム陰性長桿菌のフラボバクテリウム・サイクロフィラム（ Flavobacterium psychrophilum )。
PCR-RFLPにより、AR型, AS型, BR型, BS型の遺伝子型に分類される。

## 特徴
- 発生水温は12～26℃。16～20℃での発病例が70％以上。
- 体表の白濁、鰓蓋下部の出血の他、体表の潰瘍等の穴あき、貧血の症状を発症し死ぬ。
- 稚アユでは、輸送2～3日後に急激に大量死、その後も続く。
- 養殖場で冷水病が発生すると、その排水が流れ込んだ川でも発生する。
- 保菌アユを掬ったタモ網や、長靴などが感染源となったとされている。

## 対策
決め手となる冷水病の予防法、治療法はまだ見つかっていない。
天然河川などから採集分離した拮抗細菌を増殖を抑制に利用する研究では、有効性も確認されているが、実用化されていない。
- 魚類養殖に於いて一般的に行われているヨード剤消毒は、汚染卵に対し無効。
- 予防対策  ホルマリン死菌を利用した経口ワクチンを実用化に向け研究中。
- 治療対策　スルフィソゾール、アユ冷水病に対する水産用医薬品として承認。

1994年（平成6年）度 - 県水試等を構成員とする全国湖沼河川養殖研究会「アユ冷水病研究部会」発足
1998年（平成10年）度 - 「アユ冷水病対策研究会」発足
2001年（平成13年）度 - 社団法人　日本水産資源保護協会内に「アユ冷水病対策協議会」発足
2004年（平成16年）3月 - アユ冷水病対策協議会、『アユ冷水病防疫に関する指針』を発表